# Tereza Beranová
Tereza Beranová (Jablonec nad Nisou, 23 novembre 1998) è una fondista ceca.

## Biografia
Tereza Beranová, attiva dal gennaio del 2015, ha esordito in Coppa del Mondo il 15 dicembre 2018 a Davos in una sprint (50ª) e ai Campionati mondiali a Seefeld in Tirol 2019, dove si è classificata 29ª nella medesima specialità; sempre nella sprint ai Mondiali di Oberstdorf 2021 si è piazzata 20ª e ai XXIV Giochi olimpici invernali di Pechino 2022, suo debutto olimpico, è stata 20ª nella sprint e 13ª nella staffetta. Ai Mondiali di Planica 2023 si è classificata 12ª nella sprint e a quelli di Trondheim 2025 si è piazzata 25ª nella sprint e 8ª nella sprint a squadre.

## Palmarès

### Coppa del Mondo
- Miglior piazzamento in classifica generale: 45ª nel 2023